# Emilia Packard
Emilia Packard (* 2006) ist eine deutsche Schauspielerin.

## Leben
Emilia Packard hatte in der Netflix-Serie Skylines eine Nebenrolle und in Der Barcelona-Krimi ihre erste Episodenhauptrolle. Des Weiteren hatte sie Nebenrollen in weiteren Fernsehproduktionen, unter anderem Letzte Spur Berlin, Das Traumschiff und Familie Bundschuh – Unter Verschluss.

## Filmografie
- 2019: Skylines
- 2019: Ein Fall für Dr. Abel
- 2019: Letzte Spur Berlin
- 2020: Der Barcelona-Krimi (Folge: Entführte Mädchen)
- 2021: Das Traumschiff
- seit 2022: Familie Bundschuh (Fernsehreihe)
  - 2022: Unter Verschluss
  - 2023: Bundschuh vs. Bundschuh
- 2022: Klima retten für Anfänger
- 2023: Tod am Rennsteig – Auge um Auge
- 2023: Löwenzahn:  Kranich – Der tanzende Glücksvogel
- 2025: Die Stille am Ende der Nacht
- 2025: Wunderschöner